# STS-70
STS-70 foi uma missão do programa do ônibus espacial, realizada pela tripulação da nave Discovery entre os dias 13 e 22 de Julho de 1995, que colocou em órbita um satélite de localização e transmissão de dados, o Tracking and Data Relay Satellite (TDRS).

## Tripulação
| Posição                  | Astronauta       |
| ------------------------ | ---------------- |
| Comandante               | Terence Henricks |
| Piloto                   | Kevin Kregel     |
| Especialista de missão 1 | Donald Thomas    |
| Especialista de missão 2 | Nancy Currie     |
| Especialista de missão 3 | Mary Weber       |

## Ligações Externas
- Sumário da Missão